# Highline179
A highline179 egy 408 méter hosszú gyalogos függőhíd Ausztriában Reutte in Tirol település közelében. 2014 novemberében nyitották meg.

## Képgaléria

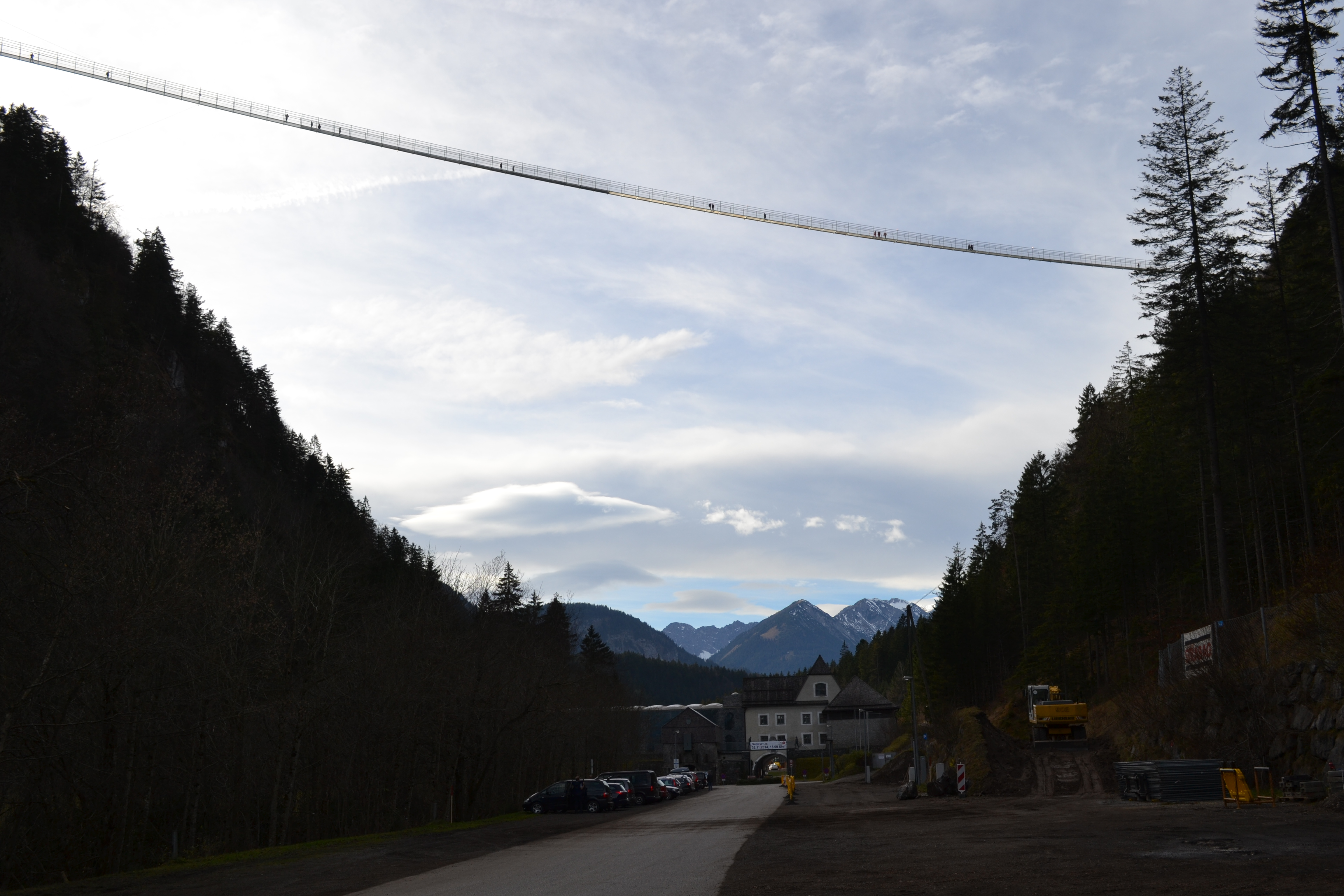
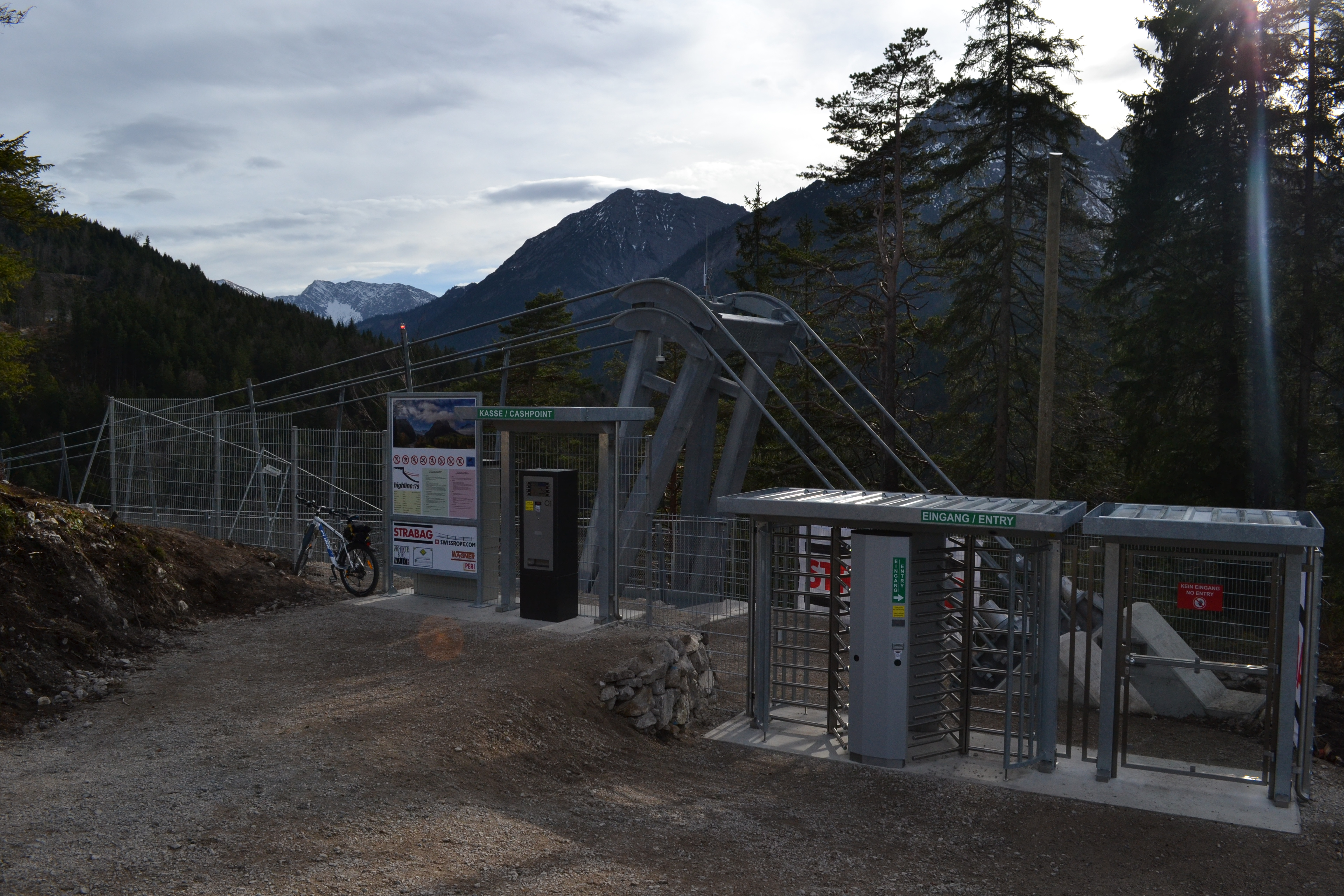
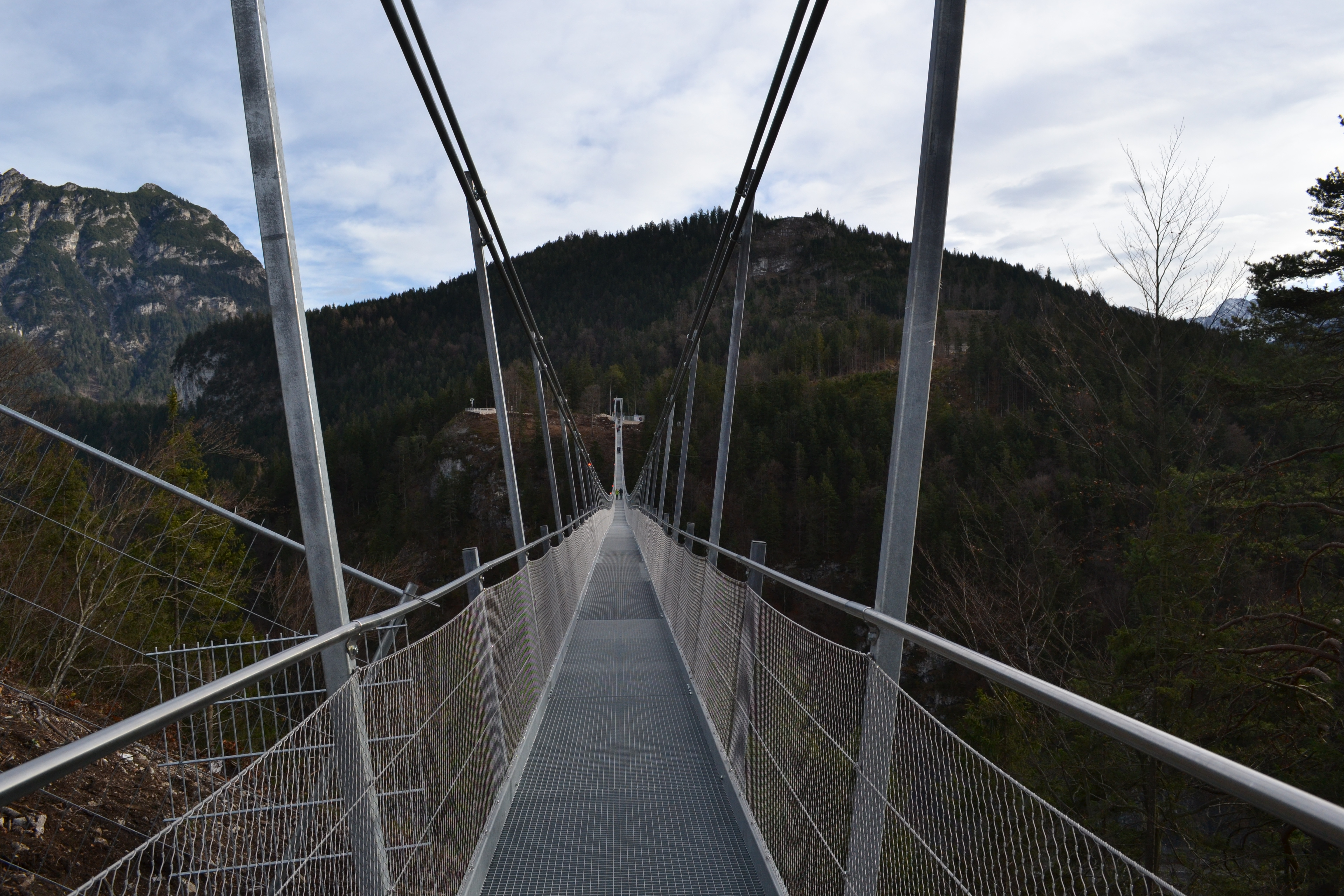
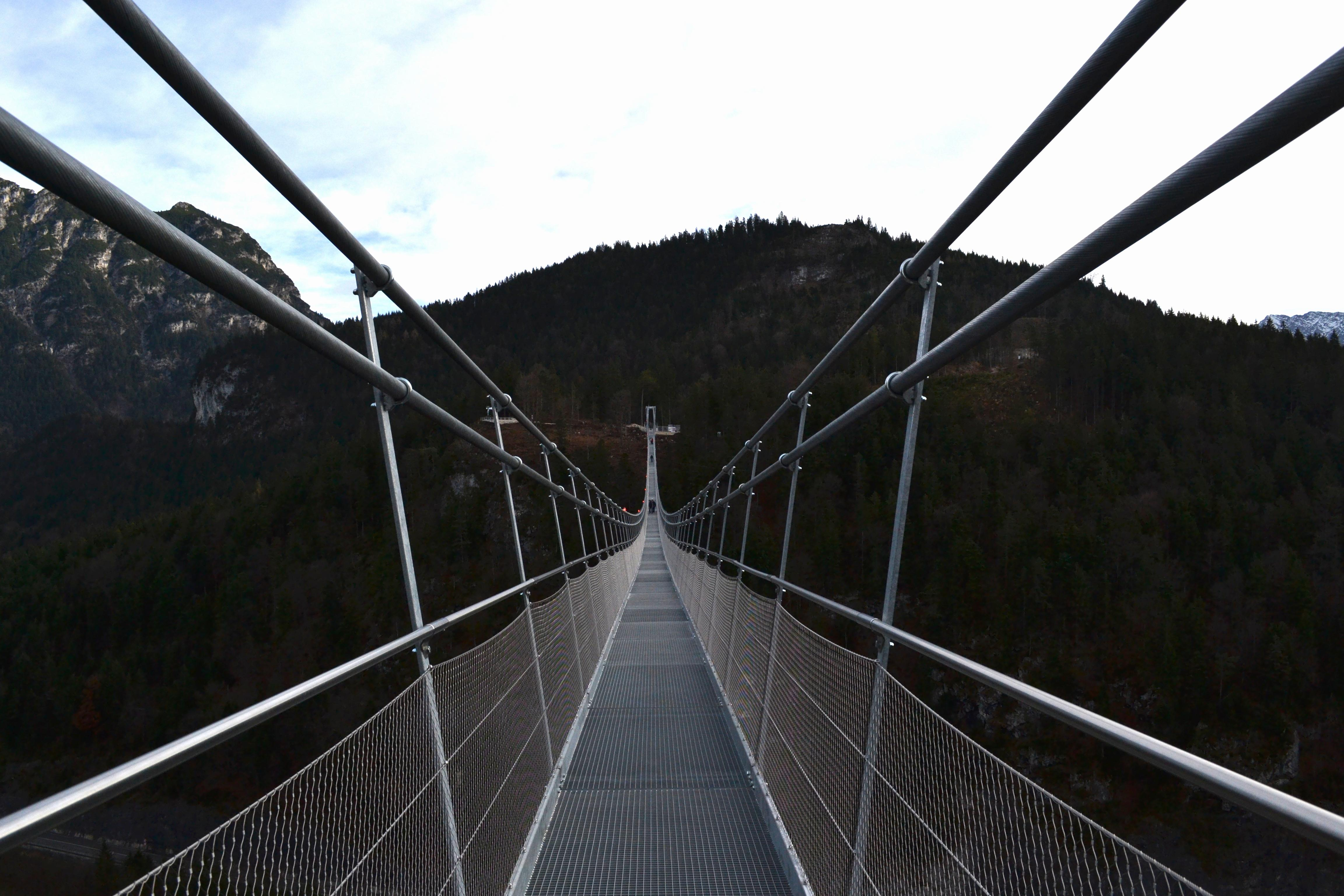